# 佩萨罗主教座堂
佩萨罗圣母升天主教座堂（Cattedrale di Santa Maria Assunta）是天主教佩萨罗总教区的主教座堂，位于意大利马尔凯大区佩萨罗。
该堂建于12-20世纪，建筑风格为罗曼式和新古典主义。

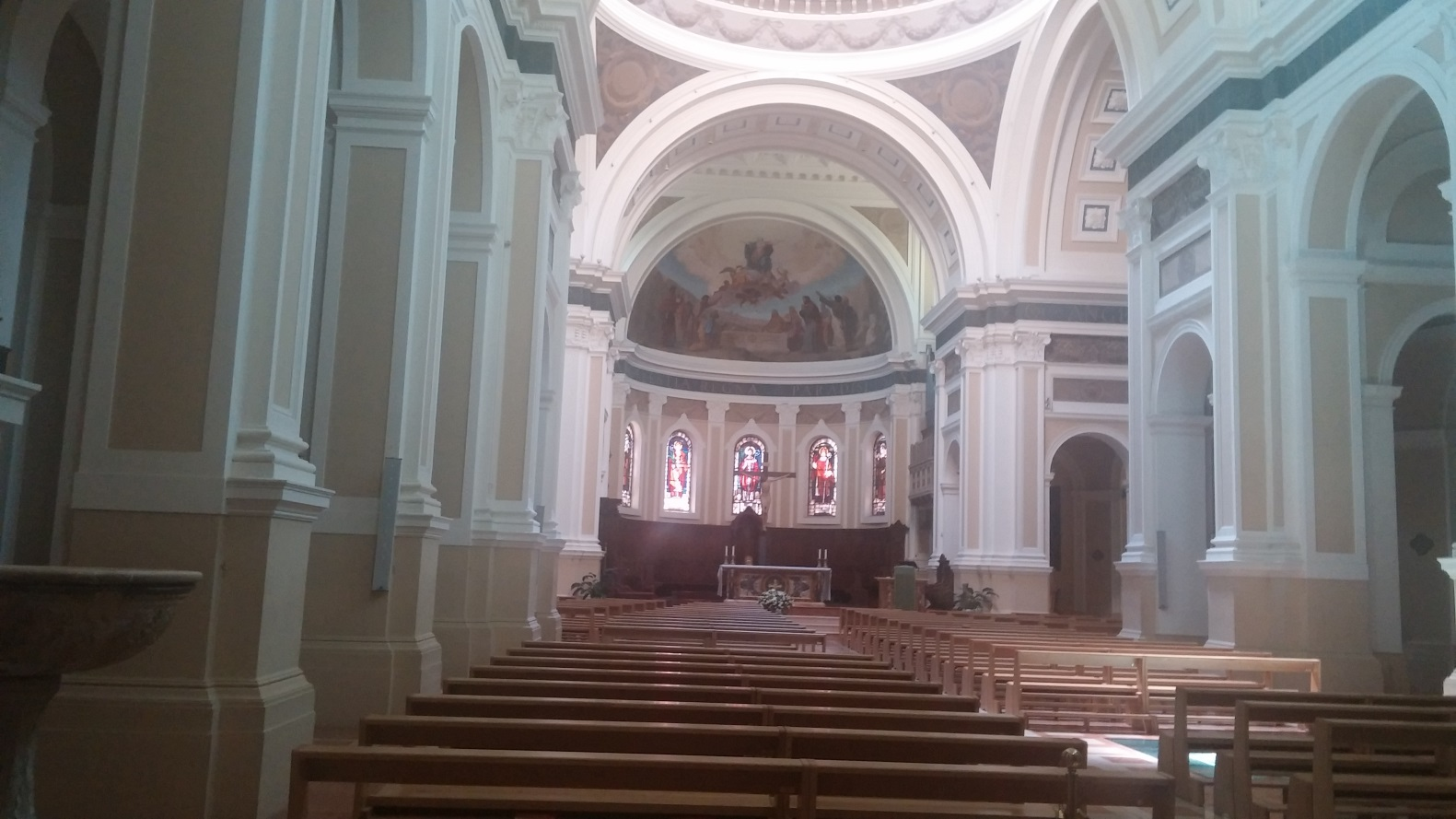